# Sostegno
Sostegno – miejscowość i gmina we Włoszech, w regionie Piemont, w prowincji Biella.
Według danych na styczeń 2009 gminę zamieszkiwało 775 osób przy gęstości zaludnienia 42,8 os./1 km².